# Cladiella tuberculosa
Cladiella tuberculosa är en korallart som först beskrevs av Jean René Constant Quoy och Joseph Paul Gaimard 1833.  Cladiella tuberculosa ingår i släktet Cladiella och familjen läderkoraller. Inga underarter finns listade i Catalogue of Life.